# Double-heading

Ilustração de trens tracionados de forma double-heading.

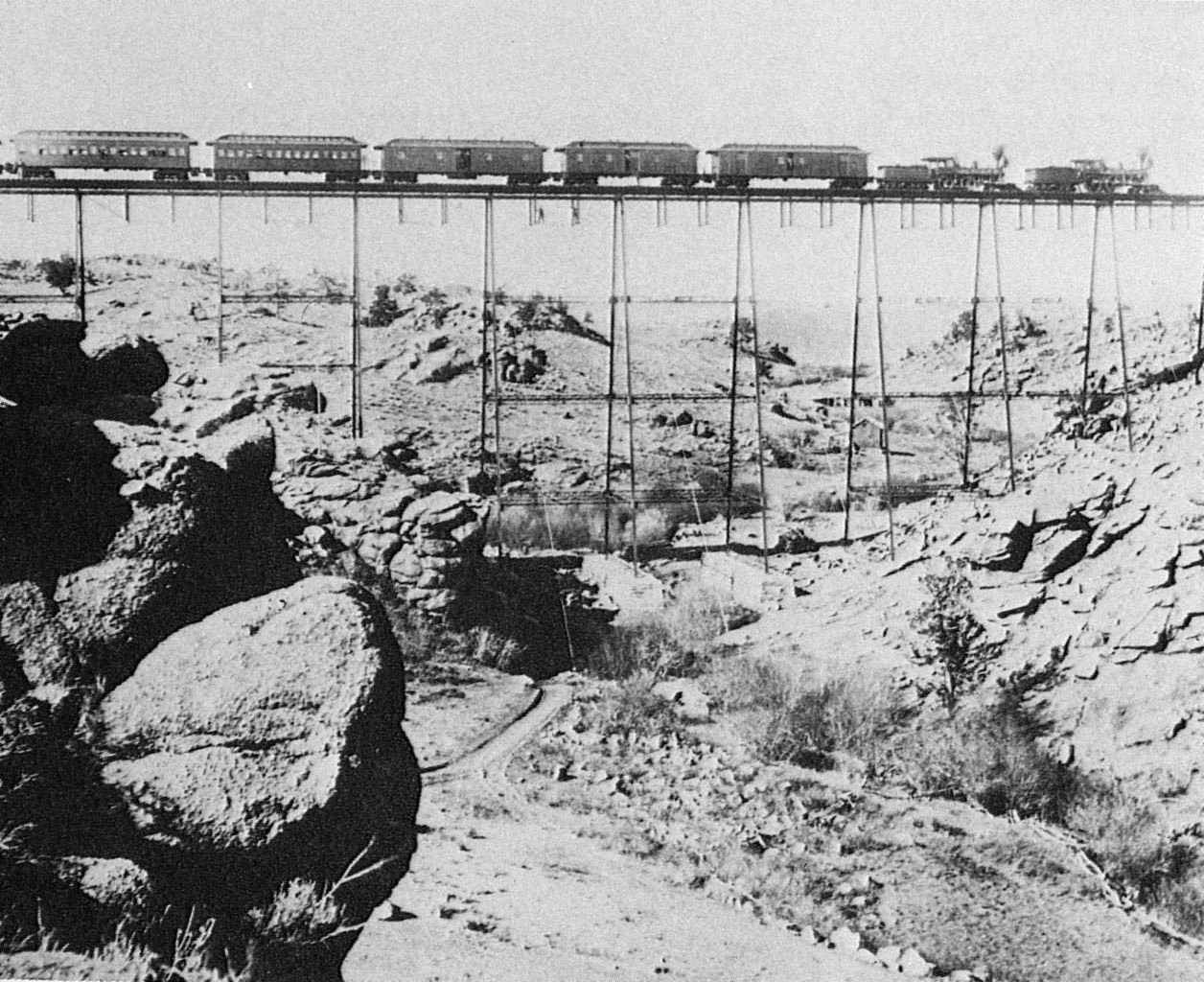
Locomotiva double-heading na década de 1860.

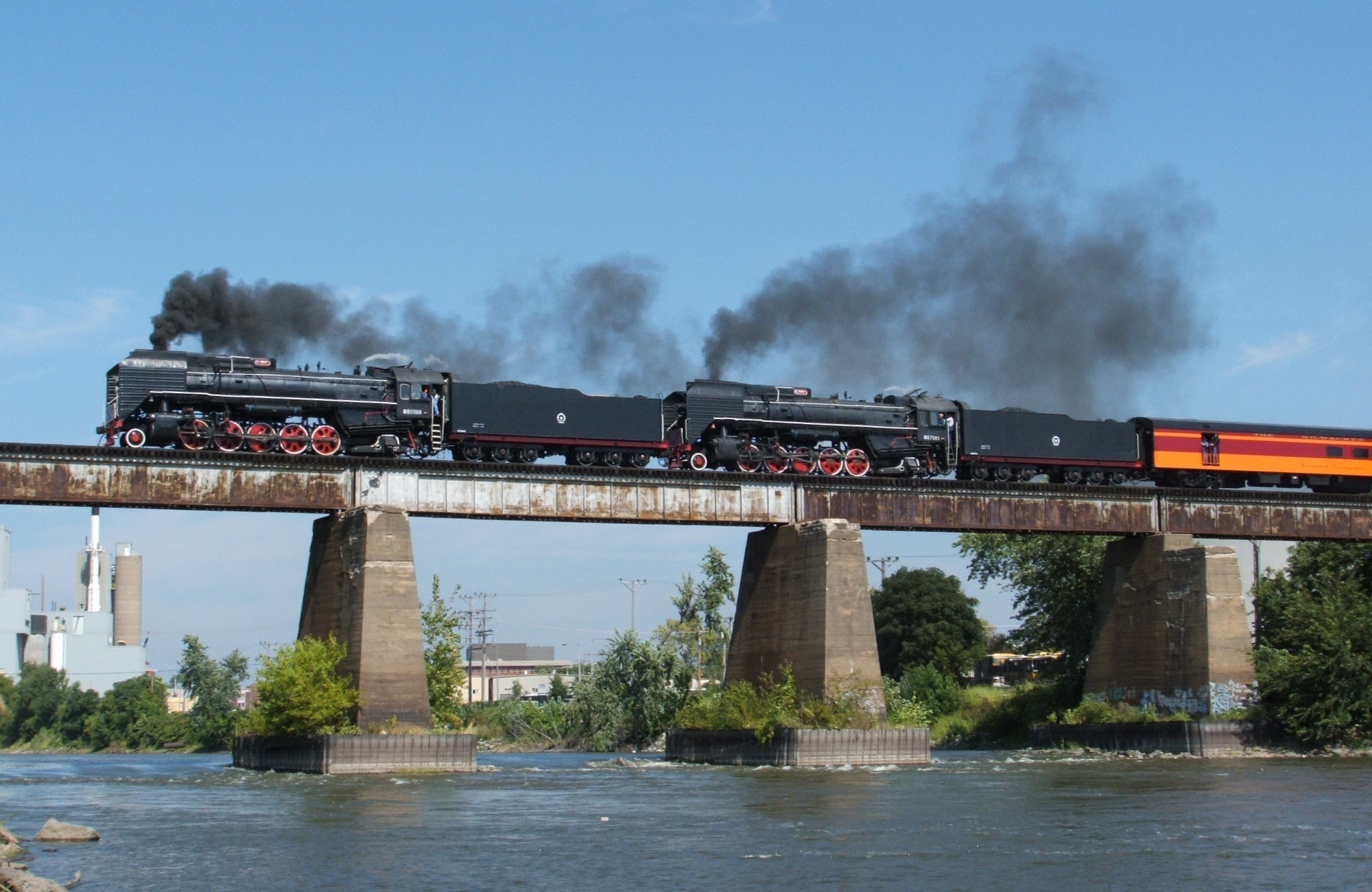
Locomotiva double-heading em 2006.

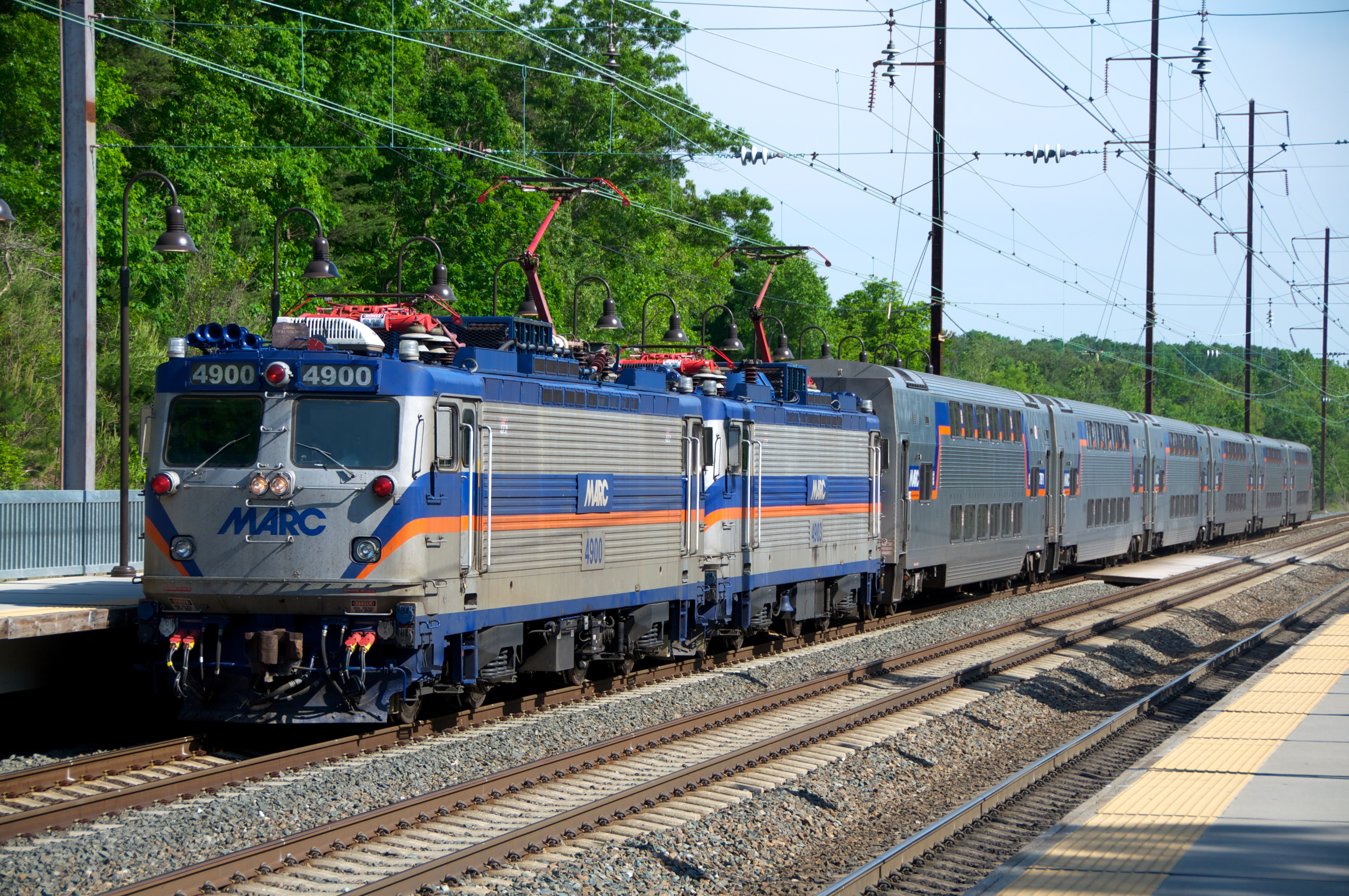
Locomotiva double-heading em 2012.

Na engenharia, double-heading ou double heading indica o uso de duas locomotivas para tracionar um trem, cada um operado pelo seu próprio motor.
Double-heading é mais comum em locomotivas a vapor, embora também tenha uso em locomotivas à diesesl.
Para mais de duas locomotivas, é utilizado o termo multiple-heading.